# FS E.405
Die E.405 sind elektrische Lokomotiven der Trenitalia, die von 1998 bis 2002 in 42 Einheiten von Adtranz, später Bombardier, gebaut wurden.

## Geschichte
Die Lokomotiven wurden ursprünglich nicht für Italien gebaut, sondern für die polnische Staatsbahn. In Polen sollten die Lok unter der Baureihenbezeichnung EU11 verkehren, mit diesen Nummern gelangten die Lokomotiven auch nach Italien. 2003 wurden die Maschinen in den Farben der Trenitalia umlackiert und erhielten die italienische Baureihenbezeichnung E.405.
Die Lokomotiven dieser Reihe werden in der Regel im Güterverkehr auf der Brenner-Südseite bis Verona Porta Nuova eingesetzt.

## Technisch
Die Lokomotiven sind auf den Betrieb mit Gleichspannung von 3 kV ausgelegt. Sie sind modular aufgebaut, damit können viele Bauteile mit ähnlichen Loks ausgetauscht werden.
Sie entwickeln eine vergleichsweise hohe Anfahrzugkraft von 250 kN und können eine Geschwindigkeit von 200 km/h erreichen. In Italien sind sie für 160 km/h zugelassen. Der Drehstromantrieb ermöglicht einen Einsatz im schweren Güter- wie auch im schnellen Reiseverkehr.

## Schwerer Unfall
Am 13. Dezember 2006 ereignete sich ein schwerer Unfall mit zwei Toten, bei dem die E.405.032 beteiligt war.